# 해양 오염

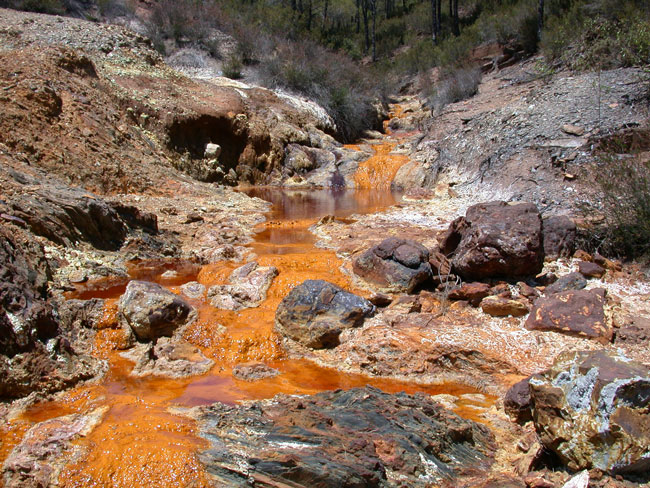

해양 오염(海洋汚染, 영어: marine pollution) 또는 바다 오염( - )은 해양에 화학물질 또는 작은 조각(먼지)들이 들어가 일으키는 해로운 효과를 말한다. 해양오염이 문제가 되는 것은, 잠재적인 독성 화학물질이 작은 입자들에 들러붙어 플랑크톤, 바다 밑의 생물들에 흡수된다는 것이다. 이들 중 대부분은 가라앉거나 먹이사슬을 따라 위쪽으로 집중된다. 또한, 많은 동물 사료에는 생선과 생선 기름등이 포함되므로, 독성은 수 주 후에는 가축으로부터 얻어지는 가공식품이나 낙농 제품에서도 나타날 수 있다. 여기에는 고기, 달걀, 우유, 버터, 똥등도 포함된다.

## 같이 보기
- 수질오염
- 마이크로비드(마이크로비즈)
- 미세 플라스틱
- 플라스틱 레진펠릿 오염(영어판)
- 플라스틱 오염
- 태평양 거대 쓰레기 지대
- 내분비계 장애물질
- 생분해성 플라스틱